# Ganjigere, Tarikere
Ganjigere là một làng thuộc tehsil Tarikere, huyện Chikmagalur, bang Karnataka, Ấn Độ.